# Глазуновка (Харьковская область)
Глазуновка (укр. Глазунівка) — село в Пятигорском сельском совете Балаклейского района Харьковской области Украины.
Код КОАТУУ — 6320286002. Население по переписи 2001 г. составляет 137 (61/76 м/ж) человек.

## Географическое положение
Село находится в урочище Яружка, которое делит село на две части,
у истоков небольшой реки Меловая, приток Северского Донца.